# AS Roma 1980/1981
Sezon 1980/1981 klubu AS Roma.

## Sezon
Przed sezonem 1980/1981 do Romy przybył Brazylijczyk Falcão. Nils Liedholm doprowadził Romę do wicemistrzostwa Włoch. Mistrzem został Juventus F.C., jednak w bezpośrednim spotkaniu rzymian z turyńczykami sędzia Paolo Bergamo nie uznał prawidłowo zdobytego gola przez Maurizio Turone, co po części zadecydowało o mistrzostwie dla Juve. Ten sam sędzia był uwikłany w aferę Calciopoli, związaną z korupcją we włoskim futbolu. Roma oprócz 2. miejsca w lidze, zdobyła Puchar Włoch (wygrana po serii rzutów karnych z Torino Calcio). Natomiast z Pucharze Zdobywców Pucharów odpadła już po 1/16 finału - porażka w dwumeczu (3:0, 0:4) z FC Carl Zeiss Jena. Roberto Pruzzo z 18 golami na koncie został królem strzelców ligi.

## Rozgrywki
- Serie A: 2. miejsce
- Puchar Włoch: zwycięstwo
- Puchar Zdobywców Pucharów: 1/16 finału

## Skład i ustawienie zespołu
| W SEZONIE 1980/1981    |          |                |       |      |
| Imię i nazwisko        | Kraj     | Data urodzenia | Mecze | Gole |
| Trener                 |          |                |       |      |
| Nils Liedholm          | Szwecja  | 08.10.1922     |       |      |
| Bramkarze              |          |                |       |      |
| Franco Superchi        | Włochy   | 01.09.1944     | 0     | 0    |
| Franco Tancredi        | Włochy   | 10.01.1955     | 30    | 0    |
| Obrońcy                |          |                |       |      |
| Mauro Amenta           | Włochy   | 23.11.1953     | 3     | 0    |
| Dario Bonetti          | Włochy   | 05.08.1961     | 20    | 0    |
| Domenico Maggiora      | Włochy   | 14.01.1955     | 15    | 0    |
| Francesco Rocca        | Włochy   | 02.08.1954     | 6     | 0    |
| Vincenzo Romano        | Włochy   | 12.03.1956     | 22    | 0    |
| Sergio Santarini       | Włochy   | 10.09.1947     | 7     | 0    |
| Luciano Spinosi        | Włochy   | 09.05.1950     | 29    | 0    |
| Maurizio Turone        | Włochy   | 27.10.1948     | 25    | 0    |
| Pomocnicy              |          |                |       |      |
| Carlo Ancelotti        | Włochy   | 10.06.1959     | 29    | 2    |
| Romeo Benetti          | Włochy   | 20.10.1945     | 2     | 0    |
| Luca Birigozzi         | Włochy   | 24.04.1960     | 3     | 0    |
| Bruno Conti            | Włochy   | 23.03.1955     | 27    | 5    |
| Michele De Nadai       | Włochy   | 08.09.1954     | 12    | 0    |
| Agostino Di Bartolomei | Włochy   | 08.04.1955     | 30    | 6    |
| Alberto Di Chiara      | Włochy   | 29.03.1964     | 1     | 0    |
| Falcão                 | Brazylia | 16.10.1953     | 25    | 3    |
| Paolo Giovannelli      | Włochy   | 01.10.1960     | 7     | 0    |
| Roberto Scarnecchia    | Włochy   | 20.06.1958     | 25    | 2    |
| Attilio Sorbi          | Włochy   | 07.02.1959     | 4     | 0    |
| Napastnicy             |          |                |       |      |
| Roberto Pruzzo         | Włochy   | 01.04.1955     | 28    | 18   |
| Paolo Alberto Faccini  | Włochy   | 22.01.1961     | 3     | 2    |